# Cathédrale de la Sainte-Trinité de Paris (orthodoxe russe)
Pour les articles homonymes, voir Cathédrale de la Sainte-Trinité.

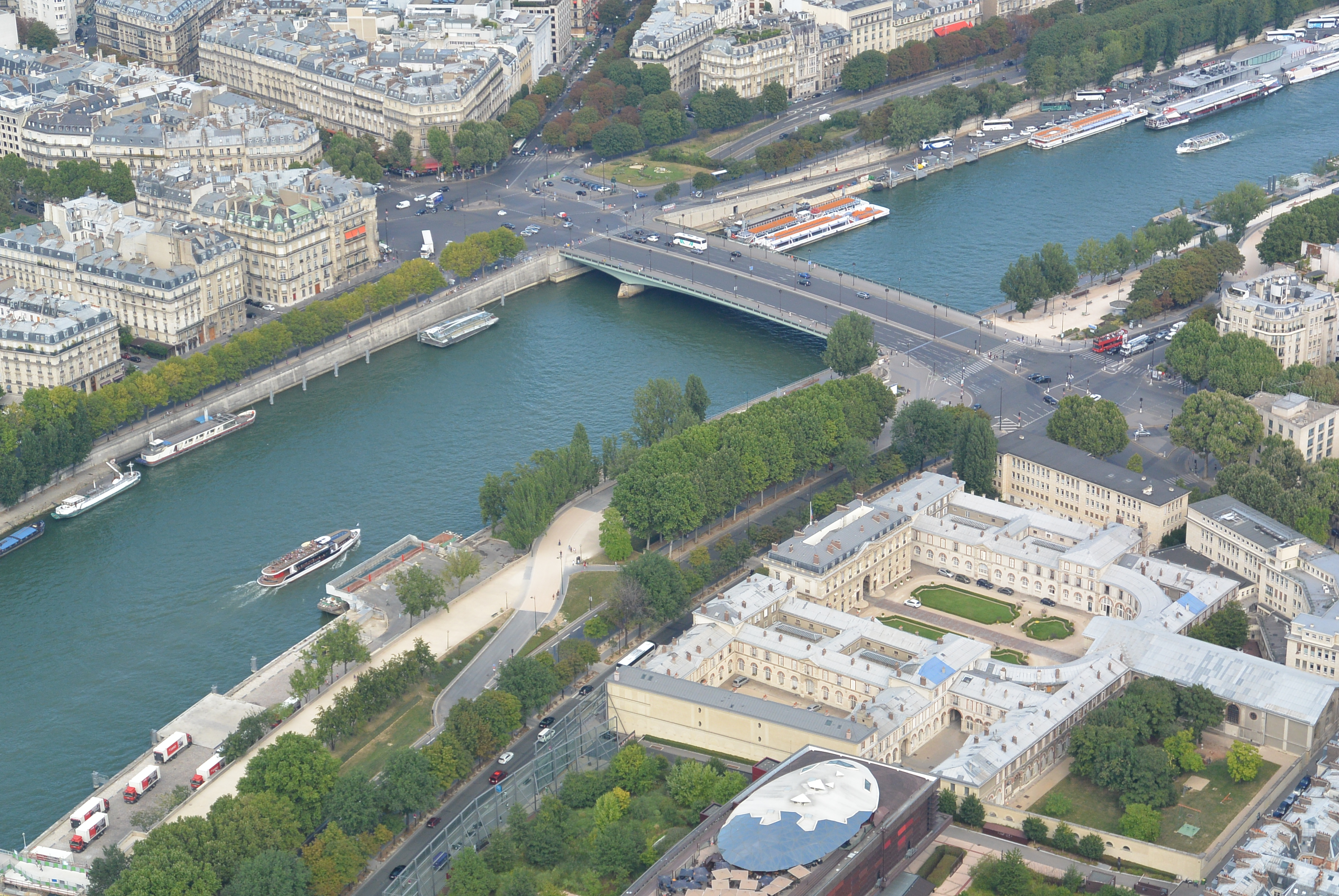
Site du centre, avant la démolition du siège de Météo-France.

Un dôme.

Vue générale.

La porte principale.

Détail de la façade.

Vue depuis la passerelle Debilly.

La cathédrale de la Sainte-Trinité de Paris  est une église orthodoxe, siège épiscopal du diocèse de Chersonèse, qui comprend la France, la Suisse, Monaco et le Liechtenstein, et centre de l'exarchat d'Europe occidentale du patriarcat de Moscou. Elle est située dans le 7e arrondissement de Paris, près du pont de l'Alma, au commencement du quai Branly.
Projetée en 2007 par Alexis II, patriarche de Moscou, avec le soutien du président Nicolas Sarkozy et du président Vladimir Poutine, elle est construite entre 2013 et 2016 par l'architecte Jean-Michel Wilmotte. Dédiée à la Sainte-Trinité et aux « relations historiques, culturelles et spirituelles entre la France et la Russie », elle est inaugurée en octobre 2016, succédant à la cathédrale des Trois-Saints-Docteurs comme siège épiscopal.
Du point de vue architectural, elle mélange les styles néo-byzantin et néo-russe : elle est surmontée de cinq clochers à bulbe traditionnels en matériau composite recouvert d'or mat, et d'une croix orthodoxe.
Elle est intégrée dans le Centre spirituel et culturel orthodoxe russe (CSCOR), complexe qui inclut, outre la cathédrale et la maison paroissiale, un centre culturel (auditorium, librairie, salles d'exposition, école bilingue franco-russe).

## Contexte
La première église russe de Paris est l'église Saint-Alexandre-Nevsky, consacrée en 1861, sous le Second Empire.
À la suite de la révolution d'octobre 1917, qui installe les bolcheviks au pouvoir à Moscou, cette église passe sous la juridiction du patriarcat de Constantinople, tout en restant affectée au culte orthodoxe russe, et est érigée en cathédrale.
Le patriarcat de Moscou se trouve privé de lieu de culte propre jusqu'à l'inauguration de la cathédrale des Trois-Saints-Docteurs en 1931, église modeste, dont les dimensions apparaissent progressivement comme insuffisantes.

## Historique
Le projet d'une nouvelle cathédrale est officiellement lancé à l'automne 2007 par le patriarche Alexis II, lors d'une visite exceptionnelle qu'il fait à Paris, et reçoit le soutien du président Nicolas Sarkozy. En février 2010, la Russie achète un terrain de 4 000 m2, situé dans un secteur protégé près de la tour Eiffel, également convoité par l'Arabie saoudite qui y envisage la construction d'une grande mosquée. Il s'agit du site du siège de Météo-France, que cet organisme a l'intention de quitter (son départ pour Saint-Mandé eut lieu à la fin de 2011).
Le 15 octobre, Alexandre Orlov, ambassadeur de Russie en France, donne le coup d'envoi du concours international d'architectes lancé pour la construction d'un nouveau Centre spirituel et culturel orthodoxe russe.
Le 17 mars 2011, le jury composé à parité de Russes et de Français couronne l'architecte espagnol Manuel Núñez Yanowsky devant ses homologues français Jean-Michel Wilmotte et Frédéric Borel. Le projet déplaît fortement au maire de Paris, Bertrand Delanoë, qui le considère comme inadapté aux rives de la Seine, classées au patrimoine mondial depuis 1991. Il s'oppose fermement au projet, allant jusqu'à faire appel à l'UNESCO en invoquant un risque de « sécurité nationale ». Devant la polémique, le ministre de la culture Frédéric Mitterrand confessera avoir « laissé pourrir » le dossier jusqu'à l'élection présidentielle de 2012, remportée par François Hollande.
Dès septembre, le service territorial de l'architecture et du patrimoine (STAP) rend un avis défavorable au projet initial et la Russie retire sa demande de permis de construire deux mois plus tard. Pendant une visite du président français à Moscou en février 2013, l'engagement est pris de faire avancer le projet, qui tient à cœur à Vladimir Poutine. Le dauphin du concours de 2011, Jean-Michel Wilmotte, apparaît comme une solution de compromis idéale : le permis de construire est délivré le 24 décembre et les travaux commencent presque immédiatement.
Le 19 mars 2016, l'évêque de Chersonèse, Nestor Sirotenko, procède à la bénédiction de la croix du dôme principal, accompagné par la chorale du séminaire orthodoxe Sainte-Geneviève d'Épinay-sous-Sénart. Les 23 et 24 août 2016, les quatre petits dômes sont mis en place et la cathédrale est inaugurée en octobre de la même année, pour un coût estimé à 170 millions d'euros,.

## Architecture et décoration
La cathédrale, qui occupe 450 m2, est inspirée de la cathédrale de la Dormition de Moscou, la plus ancienne (1475), la plus grande et la plus imposante église du Kremlin. Une rue piétonnière bordée d'arbres la relie au palais de l'Alma, (11, quai Branly).
Elle est surmontée de cinq bulbes qui ont été fabriqués à Vannes (Morbihan). Ils sont constitués de vingt pétales de fibre de verre recouverts de 90 000 feuilles d'un alliage d’or et de palladium, ce qui leur confère un aspect relativement mat. Ces cinq bulbes symbolisent le Christ et les quatre Évangélistes du Nouveau Testament : Jean, Luc, Marc et Matthieu. Le plus grand mesure 17 m de circonférence et pèse 8 tonnes.
Une grande partie de la décoration intérieure (fresques et mosaïques), n'est pas encore installée. Son coût est estimé à 170 millions d'euros entièrement financé par la Russie.

## Polémiques

### Les liens avec l'État russe
L'ouvrage est parfois surnommé le « Kremlin-sur-Seine », « Saint-Vladimir » ou encore la « cathédrale Poutine ».
L'historienne opposante Galia Ackerman parle d'un outil de propagande qui fait partie d'un vaste projet « d'embrigadement des diasporas russes », projet déjà mis en œuvre entre 2010 et 2012 lorsque la Russie a repris l'administration de la cathédrale Saint-Nicolas de Nice.
Les historiens Antoine Arjakovsky et Jean-François Colosimo, eux-mêmes orthodoxes, évoquent l'embarras d'une partie des fidèles, notamment ceux de la cathédrale Saint-Alexandre-Nevsky de Paris, dépendant du patriarcat de Constantinople, qui jugent le patriarcat de Moscou « conservateur » et « nationaliste ».

### La tentative de saisie par des créanciers de l'État russe (2014-2016)
Pendant sa construction, plusieurs ex-actionnaires de la compagnie pétrolière russe Ioukos et leurs ayants droit ont tenté d'obtenir la saisie du centre culturel et de la cathédrale à la suite d'un jugement en leur faveur de la Cour permanente d'arbitrage de La Haye en 2014, afin de les indemniser de la prise de contrôle de l'entreprise par le gouvernement russe en 2003. En mai 2016, la justice française tranche en leur défaveur en exhumant une jurisprudence de 1924 : le « droit de chapelle », qui fait du centre un bien diplomatique insaisissable.

### L'incident diplomatique de l'inauguration
L'inauguration de la cathédrale doit avoir lieu le 19 octobre 2016, en présence du président russe Vladimir Poutine et de son homologue français François Hollande. Mais, à la suite du veto mis par la Russie le 8 octobre au Conseil de sécurité des Nations unies à un projet de résolution français visant à instaurer une trêve en Syrie, le président français remet en cause la présence de Vladimir Poutine à la cérémonie. Le 11 octobre, ce dernier préfère annuler sa venue.
Le centre est donc inauguré à la date prévue en présence du ministre russe de la Culture, Vladimir Medinski, et de l'ambassadeur Alexandre Orlov. Le gouvernement français est représenté par le secrétaire d'État Jean-Marie Le Guen et la ville de Paris par sa maire, Anne Hidalgo, et par la maire du 7e arrondissement,, Rachida Dati. D'autres personnalités politiques françaises sont présentes, notamment l'ancien ministre Jean-Pierre Chevènement et le député Gilbert Collard.
La dédicace de la cathédrale a lieu le 4 décembre 2016, en présence du patriarche Cyrille.
Le monument reçoit la visite de Vladimir Poutine seulement le 29 mai 2017, en marge de sa visite à Paris à l'invitation du nouveau président Emmanuel Macron.